# Worcester

unparished

Worcester (wymowaⓘ, /ˈwʊstə/) – miasto w Wielkiej Brytanii (Anglia), o statusie city, ośrodek administracyjny hrabstwa Worcestershire, w dystrykcie Worcester. W 2021 roku miasto liczyło 105 465 mieszkańców. W mieście wynaleziono oraz długi czas produkowano sos Worcestershire.
W mieście rozwinął się przemysł maszynowy, metalowy, porcelanowy, skórzany oraz spożywczy.

## Położenie
Worcester znajduje się w regionie West Midlands w Anglii. Miasto jest położone 48 km na południowy wschód od Birmingham i 47 km na północ od Gloucester. Przez miasto przepływa Rzeka Severn.

## Historia
Osadnictwo na terenach dzisiejszego Worcester jest datowane do czasów neolitycznych; na wschodnim brzegu Rzeki Severn zostały odnalezione wały obronne otaczające osadę, datowane na 400 rok p.n.e. Miejsce to było wykorzystane do kontroli grodu przez Rzymian w I w n.e. Miało ono na celu pomoc w prawdopodobnie w budowie fortu na szlaku militarnym z Glevum (Gloucester) do Viroconium (Wroxeter). W 1041 roku miasto zostało spalone przez drużynę Hardekanuta w zemście za zabicie królewskich poborców podatkowych. Worcester jest wspomniane w Domesday Book (1086) jako Wirecestre.
Worcester jest znane przede wszystkim ze względu na katedrę oraz jako miejsce urodzenia Edwarda Elgara.
Wizerunek Worcester Katedry znajdował się przez długie lata na banknotach £20.

## Polonia
- Oddział Polski Niepodległej

- Polska Szkoła Sobotnia im. Jana Pawła II[6].

## Współpraca
- Kleve, Niemcy
- Le Vésinet, Francja
- Worcester, Stany Zjednoczone

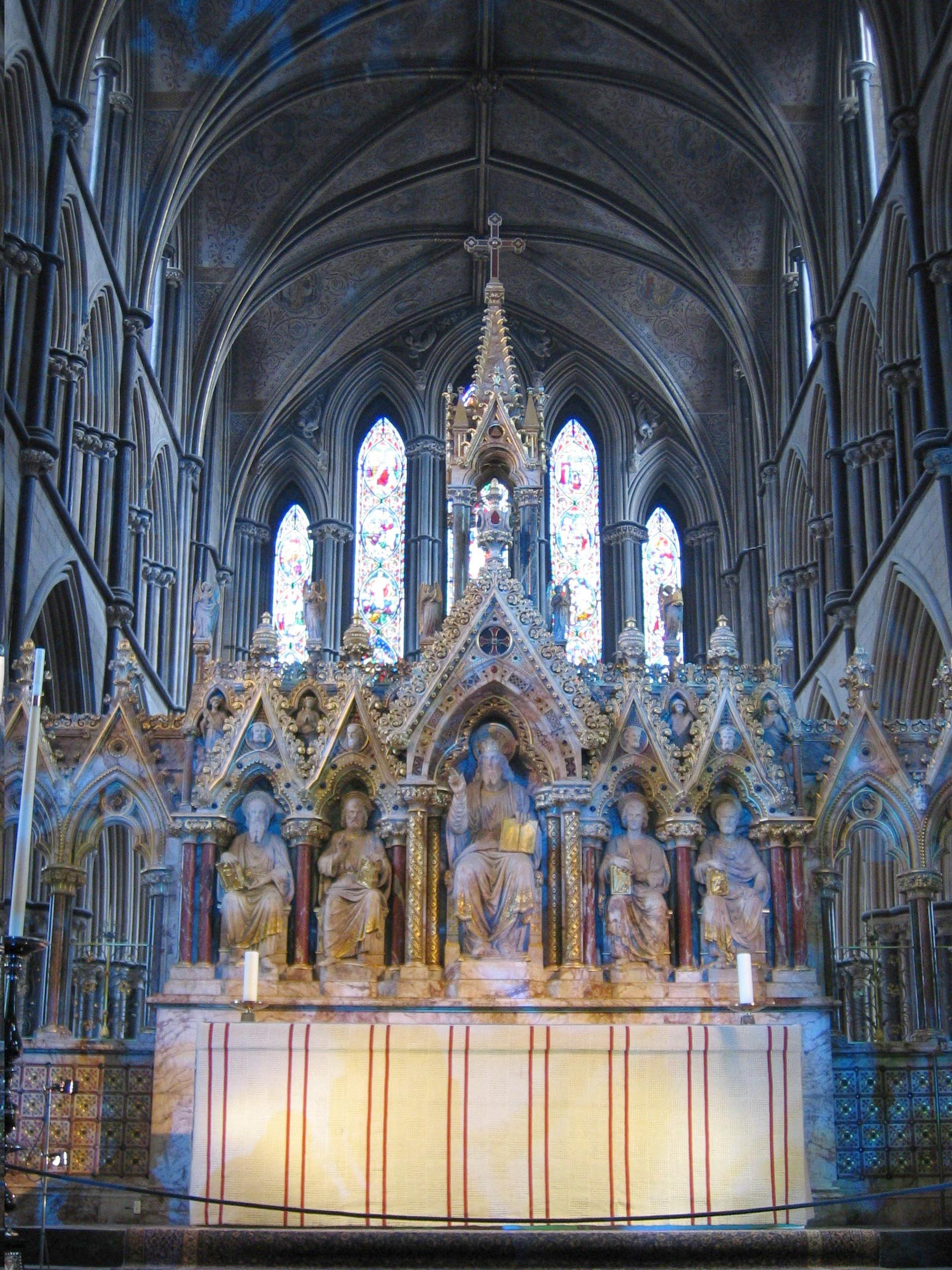